# Кіхоку (Міє)

Кіхо́ку (яп. 紀北町, きほくちょう, МФА: [kihoku̥ t͡ɕoː]?) — містечко в Японії, в повіті Кіта-Муро префектури Міє. Розташоване в південній частині префектури, на березі Тихого океану. Отримало статус містечка 2005 року. Площа становить 257,01 км². Станом на 1 серпня 2011 року населення складало 18 340  осіб, густота населення — 71,4 осіб/км².   